# 杜思明
杜思明，字彦昭，元朝将领，汾州西河县（今山西省汾阳市）人，杜丰长子，杜思忠、杜思敬之兄。
杜丰致仕，杜思明袭父职为沁州长官。中统初年，例迁隰州、邓州、陕州三州刺史，政策尚严猛，盗贼屏迹。至元十九年，跟随伯颜伐南宋，攻阳罗堡，先登，授明威将军、吉州路总管达鲁花赤。六十四岁去世。其子杜洄，官至长宁州知州。